# Old Deer
Old Deer est un village situé dans l’Aberdeenshire, en Écosse.

## Source
- (en) Cet article est partiellement ou en totalité issu de l’article de Wikipédia en anglais intitulé « Old Deer » (voir la liste des auteurs).